# Danh sách đế quốc
Đây là danh sách các đế quốc, được liệt kê theo thời gian.

## Đế quốc thời Cổ đại
- Đế quốc Akkad
- Ai Cập cổ đại
- Đế quốc Tân Assyria
- Đế quốc Hittite
- Đế quốc Achaemenes (Ba Tư)
- Đế quốc Scythia
- Đế quốc Macedonia
- Đế quốc Ptolemaios
- Đế quốc Seleukos
- Đế quốc Maurya (Ấn Độ)
- Đế quốc Gupta (Ấn Độ)
- Đế quốc Tần (Trung Hoa)
- Đế quốc Hán (Trung Hoa)

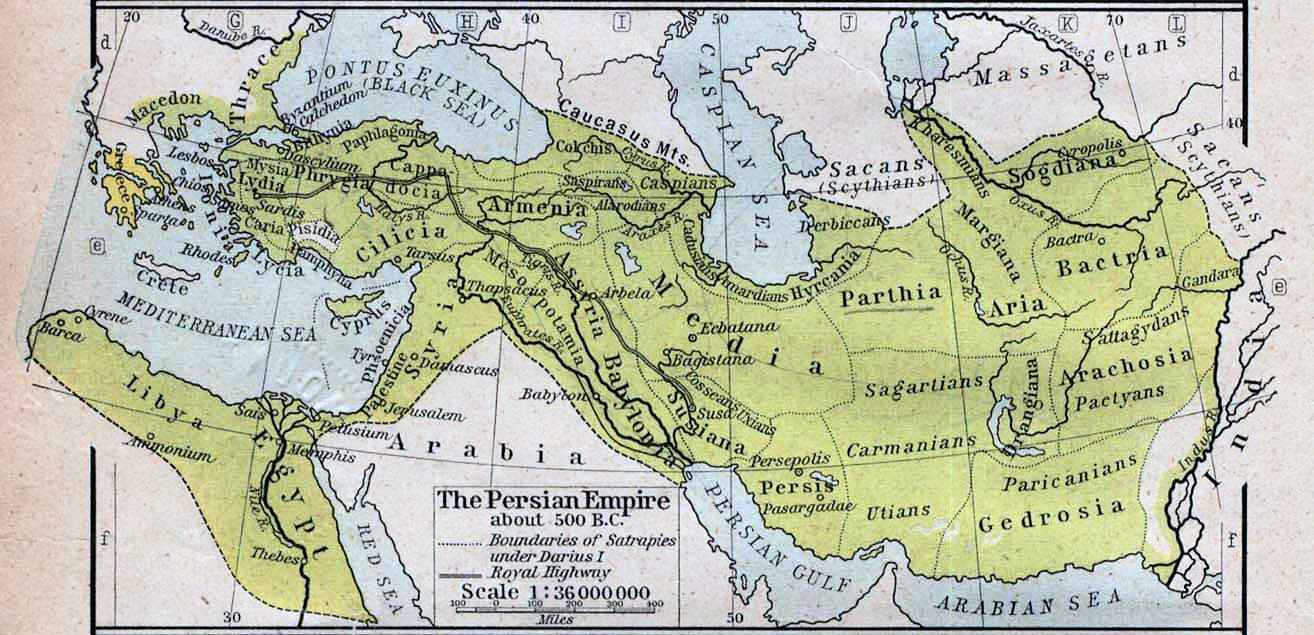
Đế quốc Achaemenid (Ba Tư) là đế quốc rộng lớn nhất thế giới vào thời kỳ cổ đại.

- Đế quốc La Mã (Đế quốc Tây La Mã, Đế quốc Đông La Mã)
- Đế quốc Sassanid (Ba Tư)

## Đế quốc thời Trung đại
- Đế quốc Đông La Mã
- Đế quốc Hung Nô
- Đế quốc Khmer

Đế quốc Mông Cổ - đế quốc lớn nhất thời trung đại

- Đế quốc Ả Rập (Đế quốc Rashidun; Đế quốc Omeyyad; Đế quốc Abbas; Đế quốc Fatima; Đế quốc Almohad)
- Đế quốc Ghazni
- Đế quốc Đại Seljuk
- Đế quốc Khwarezm
- Đế quốc Timur
- Đế quốc Chola (Ấn Độ)
- Đế quốc Mông Cổ
- Đế quốc Serbia
- Đế quốc Bulgaria
- Đế quốc Karoling
- Đế quốc La Mã thần thánh
- Đế quốc Angevin
- Đế quốc Mali
- Đế Quốc Tùy(Trung Hoa)
- Đế quốc Đường (Trung Hoa)
- Đế quốc Liêu
- Đế quốc Tống (Trung Hoa)
- Đế quốc Kim
- Đế quốc Nguyên (Mông Cổ)
- Đế quốc Maya
- Đế quốc Aztec
- Đế quốc Inca

## Đế quốc thời Cận đại và hiện đại
- Đế quốc Maratha (Ấn Độ)
- Đan Mạch-Na Uy

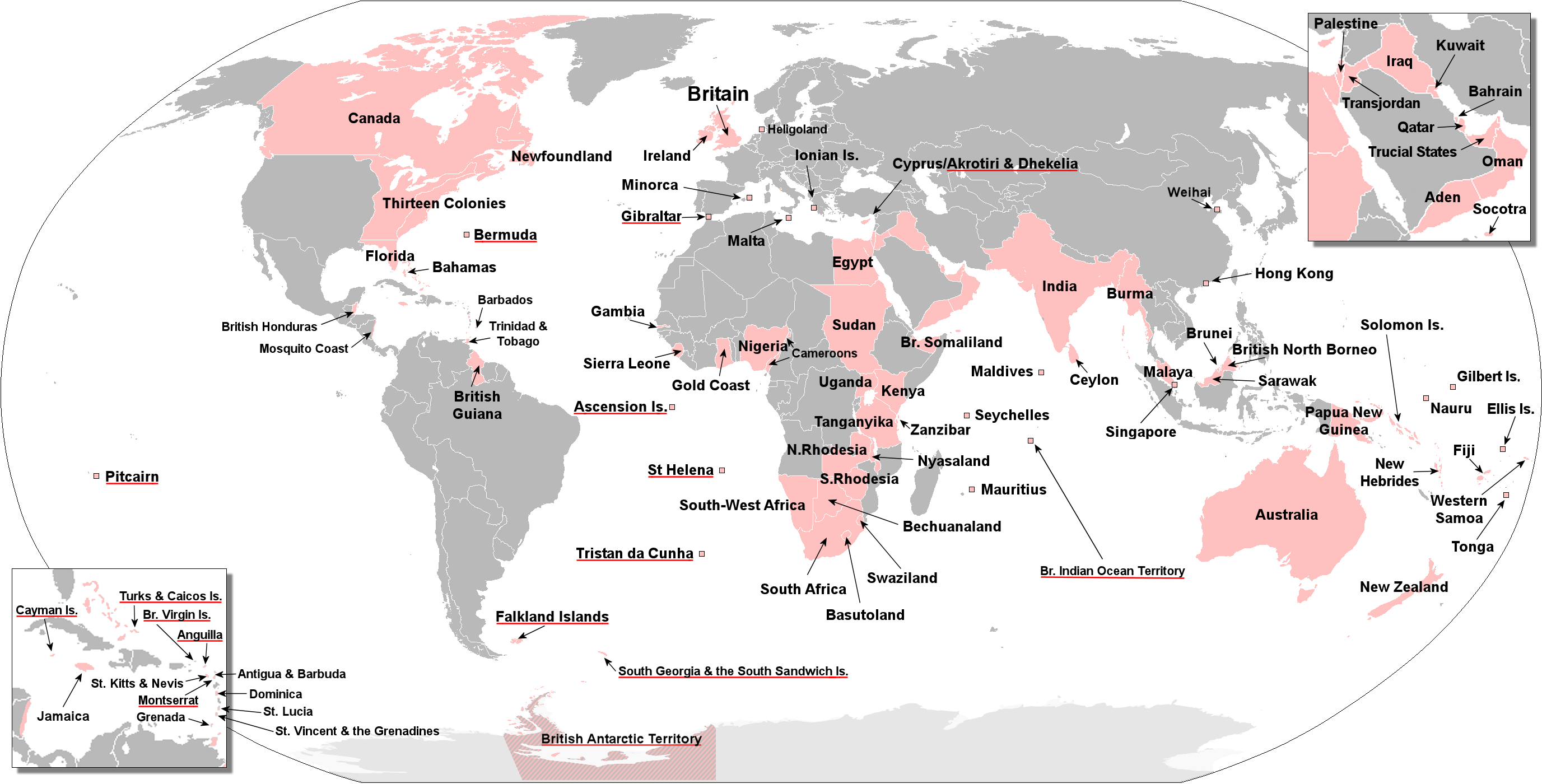
Đế quốc Anh - đế quốc rộng lớn nhất lịch sử.

- Thịnh Vượng Chung Ba Lan-Lithuania
- Đế quốc Thụy Điển
- Sa Quốc Nga
- Đế quốc Môgôn (Ấn Độ)
- Đế quốc Minh (Trung Hoa)
- Đế quốc Thanh
- Đế quốc Ottoman
- Đế quốc Safavid (Ba Tư)
- Đế quốc Zand (Ba Tư)
- Đế quốc Qajar (Ba Tư)
- Đế quốc Ethiopia
- Đế quốc Bồ Đào Nha
- Đế quốc Tây Ban Nha
- Liên minh Iberia
- Đế quốc Hà Lan
- Đế quốc Anh
- Đệ nhất đế chế (Napoléon)
- Đế quốc thực dân Pháp
- Đế quốc thuộc địa Ý
- Đế quốc Đức
- Đế quốc thực dân Đức
- Đế quốc Nga
- Đế quốc thực dân Bỉ
- Đế quốc Áo-Hung
- Đế quốc Brasil
- Đế quốc Nhật Bản
- Liên Xô
- Cộng hòa nhân dân Trung Hoa